# FAMAS
FAMAS (фр. Fusil d'Assaut de la Manufacture d'Armes de St-Étienne — штурмовая винтовка разработки оружейного предприятия MAS в Сент-Этьене) — французский автомат калибра 5,56 мм, имеющий компоновку «булл-пап». Неофициальное название — «клерон» (фр. Clairon — «горн»).

## История
Разработка нового оружия под малоимпульсный патрон началась во Франции в 1967 году конструкторами Полем Телье и Аленом Кубэ, а в августе 1970 года выбор был сделан в пользу патрона 5,56×45 мм М193. Оружие создавалось с расчётом на одновременную замену 9-мм пистолета-пулемёта MAT-49 и 7,5-мм самозарядной винтовки MAS-49, а отчасти — и ручных пулеметов MAC M1924/29, для чего требовалось воплотить следующие характеристики: средняя дальность стрельбы ~300 м, возможность стрельбы винтовочными гранатами, удобство стрельбы с обеих рук.
В 1971 году фирма MAS изготовила первые десять образцов винтовки (под обозначением А1) для испытаний, а в 1973 году на выставке в Саторе была представлена вторая модель (А2), удивившая специалистов небольшими для этого класса оружия размерами (примерно на 200 мм короче большинства автоматических винтовок того времени), достигнутыми благодаря компоновке булл-пап. В 1973—1976 годах оружие проходило испытания, в результате которых вариант А5 был признан пригодным для применения в войсках. 8 августа 1977 года вариант А6 с усовершенствованной конструкцией некоторых механизмов был принят на вооружение французской армии под обозначением FAMAS F1 (неофициальное прозвище — фр. le Clairon — «горн»), став одним из первых штатных автоматов с компоновкой «булл-пап».
За шесть лет французские вооружённые силы закупили около 300 тысяч автоматов F1, перевооружив ими практически все подразделения. В начале 1980-х годов на базе F1 разрабатываются модификации Commando, Export и Civil.
В начале 90-х годов GIAT Industries представляет обновлённый вариант G1, а в 1994 году — G2, поступивший в 1995 году на вооружение морской пехоты, а затем и в другие подразделения Вооружённых сил Франции.
Модификация G2 отличается от F1 увеличенной предохранительной скобой и корпусом из фибергласса. Кроме того, применяются не оригинальные магазины на 25 патронов, а магазины стандарта НАТО, вместимостью 30 патронов.

## Конструкция
Автоматика FAMAS работает за счёт отдачи полусвободного затвора рычажного типа. В патроннике имеются 16 продольных канавок (так называемых канавок Ревелли, исключающих «залипание» гильзы в патроннике) длиной 44 мм. Метание ружейных гранат возможно с разной начальной скоростью при различных установках хвостика гранаты, для чего на передней части ствола имеется несколько кольцевых выступов. Пламегаситель — многоцелевой, закреплённый на резьбовой посадке на дульной части ствола. На наружной поверхности ствола имеются поперечные рёбра для охлаждения. Ствольная коробка выполнена из лёгкого сплава, а два кожуха, в которых размещаются детали механизма — из пластика. Верхний кожух одновременно служит в качестве основания для лёгкой двуногой сошки и предохранителя прицела. Приклад и рукоятка для переноски — стеклопластиковые. На тыльной части приклада имеется резиновый затыльник, уменьшающий воздействие отдачи. У экстрактора имеется два отверстия, одно из которых (в зависимости от того, является стрелок левшой или правшой) закрыто специальной заглушкой.
УСМ позволяет вести стрельбу одиночными, очередями с отсечкой по 3 выстрела и непрерывными очередями. Для включения этого режима оружие имеет два переводчика, один из которых расположен около спускового крючка и имеет три положения: «предохранитель», «одиночные», «полностью автоматический огонь», а в нижней части приклада находится другой переводчик с положениями «0» (без фиксированных очередей) и «3» (фиксированные очереди).
Стандартное прицельное приспособление располагается вместе с прицелом для ружейных гранат в рукоятке для переноски, ограничивающей длину прицельной линии 330 мм. Для стрельбы на расстояния 100 и 200 м используется регулируемый прицел с отверстием, а для 300 м — фиксированный прицел. Возможность стрельбы при низкой освещённости обеспечивается наличием кожуха со светящейся точкой для мушки и насадкой на прицел. Спереди и сзади стойки рукоятки для переноски имеются две откидные пластинки, позволяющие устанавливать два различных по величине диоптрических отверстия, обеспечивающие стрельбу при различной освещённости: днём обе пластинки подняты, а прицеливание ведётся через небольшое отверстие; в сумерках пластинка с меньшим отверстием (передняя) опускается, прицеливание ведётся с помощью диоптра большого диаметра; ночью обе пластинки опускаются, прицеливание ведётся через крупное отверстие самой стойки. Прицельное приспособление регулируется по горизонтали и вертикали.

Установки гранатомётного прицела

Для питания F1 использует 25-зарядные коробчатые прямые магазины с отверстиями для визуального контроля за количеством оставшихся патронов. Винтовка штатно комплектуется штык-ножом, крепящимся над стволом.
Для F1 была разработана специальная 58-мм дульная насадка, с помощью которой можно отстреливать гранаты со слезоточивым газом. Со стандартным 22-мм пламегасителем используются гранаты:
- AC58 — противотанковые гранаты с массой 0,5 кг, бронепробиваемостью по нормали 350 мм и прицельной дальностью стрельбы в 75 — 100 м;
- APAV40 — противопехотные и противотанковые гранаты с массой 0,405 кг, радиусом летального действия до 12 м, разлётом осколков в радиусе до 100 м и бронепробиваемостью по нормали до 100 мм.

Также существует возможность использования стандартного подствольного гранатомёта M203.

## Варианты

Внешние различия вариантов F1 и G2

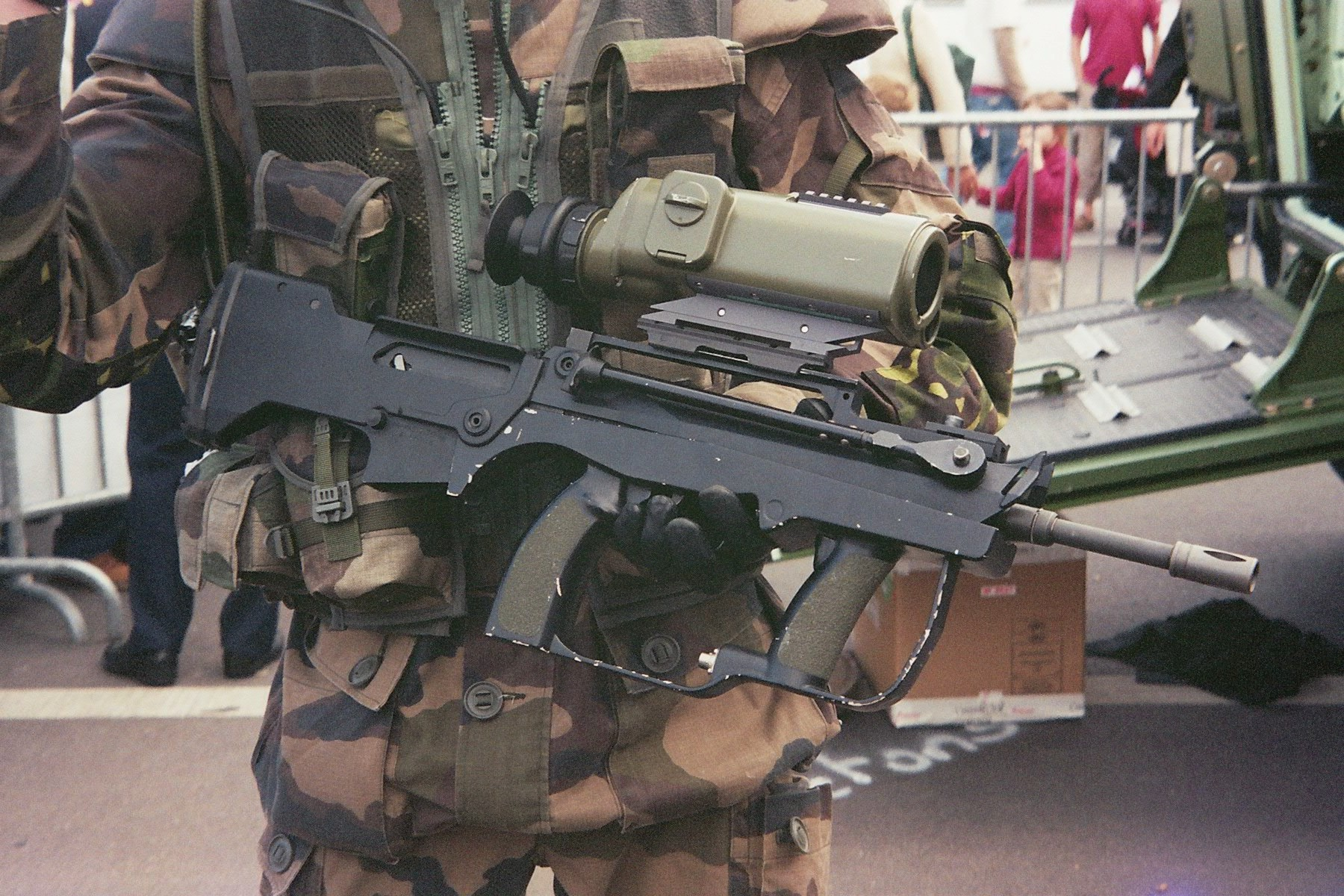
Винтовка FAMAS комплекса FELIN.

- FAMAS Commando — вариант с укороченным до 405 мм стволом без возможности стрельбы ружейными гранатами, предназначенный для подразделений специального назначения.
- FAMAS Export — самозарядный вариант, предназначенный для коммерческих продаж в различные страны.
- FAMAS Civil — самозарядный вариант под патрон .222 Remington, предназначенный для коммерческой продажи на внутреннем французском рынке.
- FAMAS G1 — обновлённый вариант с увеличенной спусковой скобой и более удобным цевьём.
- FAMAS G2 — упрощённый и удешевлённый вариант. Шаг трёх правосторонних нарезов канала ствола уменьшен с 305 мм до 228 мм, благодаря чему возможно использование как патронов М193, так и SS109. Также новый автомат использует стандартные 30-зарядные коробчатые магазины НАТО.
  - FAMAS G2 Commando — вариант с укороченным до 450 мм, предназначенный для подразделений специального назначения.
  - FAMAS G2 SMG — вариант G2 с еще более коротким стволом и цевьём.
  - FAMAS G2 Sniper — снайперский вариант G2 с удлиненным до 650 мм стволом и заменяющей стандартную рукоять для переноски планкой Пикатинни, на которую крепится оптический прицел.
- FELIN — программа по созданию комплекса вооружения солдата будущего, в рамках которой модифицированный автомат G2 оснастили различными оборудованием, включая электронные прицелы, дальномеры, датчики состояния оружия и систему передачи данных на нашлемный дисплей солдата[2].

## Достоинства и недостатки
Достоинства FAMAS:
- компактность;
- высокая кучность боя;
- возможность достаточно быстрой модификации автомата для стрельбы как с правого, так и с левого плеча;
- возможность использования винтовочных гранат, фугасных и кумулятивных (ведение как навесного огня, так и прямой наводкой);
- довольно комфортное, эргономичное ложе, съёмные сошки, что положительно сказывается на кучности боя;
- съёмный спусковой механизм в прочном пластиковом корпусе, широкий спектр режимов ведения огня. Переключаемый с «очередь/одиночные» на «очередь по три/ одиночные»;
- резиновый затыльник приклада;
- рукоятка перезаряжания расположена вертикально, доступна для обеих рук, не выступает за габариты оружия;
- высокая скорострельность, при относительно малой потере кучности;
- ремень для переноски данного оружия может использоваться как 3-точечный, без дополнительной модификации;
- полностью композитный корпус оружия.
- очень надёжная конструкция.

Недостатки:
- в варианте F1 возможно вставить 25-зарядный магазин обратной стороной;
- прицел имеет всего два целика на 100 м и на 300 м;
- при отстреле одного типа винтовочных гранат в качестве вышибного заряда используется холостой патрон, в другом типе гранат — боевой. Если перепутать, граната может разорваться прямо на стволе;
- большая отдача при отстреле винтовочной гранаты, в случае стрельбы прямой наводкой;
- относительно небольшой объём магазина у F1;

## Замена
Хотя FAMAS пользуется признанием и уважением французских военных, он имеет некоторые неустранимые недостатки конструкции. В частности вынуждает французов выпускать нестандартные стальные гильзы, потому что механизм автомата деформирует стандартные латунные гильзы при выстреле.
В 2012 году генерал Бертран Ракмаду, начальник генерального штаба сухопутных войск, объявил, что французская армия запускает программу «Индивидуальное оружие будущего» (Arme Individuelle du Futur) для замены FAMAS в сухопутных войсках. Была заявлена нужда в 90 000 автоматах: половина из них должна быть с укороченным стволом, другая половина стандартной длины. От трёх до пяти образцов будут отобраны для испытаний. Первые поставки запланированы на 2017 год. К февралю 2015 в финал вышли пять образцов: HS Produkt VHS K-2, Beretta ARX-160A1, SIG 516, FN SCAR-L, HK416A5. Как ожидается, испытания закончатся не ранее 2017 года.. В июле 2016 в финал конкурса вышли автоматы Heckler & Koch HK416 и FN SCAR.
В сентябре 2016 года французская армия остановила свой выбор на автомате HK416F, производимом в Германии, перевооружение войск началось в 2017 году.

## Страны-эксплуатанты
- Габон[15]
- Джибути[16]
- Индонезия: используется подразделениями Kopaska и Kopassus[17]
- Ливан[16]
- ОАЭ[18]
- Сенегал[15]
- Суринам — 14-15 сентября 2023 партия FAMAS была передана вооружённым силам из Франции по программе военной помощи[14][19]
- Украина — после начала российского вторжения 24 февраля 2022 года Франция поставила 1000 шт. по программе военной помощи Украине[20]
- Филиппины[21]
- Франция[1][14]